# Województwo sieradzkie (I Rzeczpospolita)
Województwo sieradzkie (łac. Palatinatus Siradiensis) – jednostka terytorialna Korony Królestwa Polskiego, później Rzeczypospolitej Obojga Narodów istniejąca w latach 1339–1793, tworząca prowincję wielkopolską, obejmująca początkowo powierzchnię 8 912,87 km² z 4 powiatami, a po przyłączeniu Ziemi Wieluńskiej – 11 689,53 km² z 6 powiatami. Siedzibą wojewody był Sieradz, a sejmiki ziemskie odbywały się w Szadku.
W XVII wieku w województwie sieradzkim szlachta stanowiła 4,66% mieszkańców.

## Terytorium
Gdy w XIV w. utworzono w Polsce województwa obejmujące terytoria dawnych księstw, istniejące wtedy księstwo sieradzkie przekształcono w województwo sieradzkie. Graniczyło ono od zachodu z ówczesnym województwem kaliskim i z księstwami śląskimi, a na północy, przez Ner, z województwem łęczyckim. Na wschodzie od województwa sandomierskiego oddzielała Sieradzkie Pilica (od Koniecpola aż po Białobrzegi). Od południa sąsiadowało ono z województwem krakowskim; część granicy stanowiła rzeka Liswarta.
Woj. sieradzkie obejmowało początkowo powierzchnię 8912,87 km² (ówczesnych / staropolskich 162 mil kw.; 1 mila staropolska = 7,5–8,5 km; więcej: Systemy miar stosowane na ziemiach polskich), a w jego skład wchodziły 4 powiaty: sieradzki, szadkowski, piotrkowski i radomszczański. Gdy do Korony w 1391 r. ostatecznie wróciła ziemia wieluńska, odebrana Władysławowi Opolczykowi przez króla Władysława Jagiełłę, została włączona do woj. sieradzkiego ok. roku 1420, powiększając obszar województwa o 2776,66 km² (ówczesnych 50 mil kw.) i dwa kolejne powiaty: wieluński i ostrzeszowski. Według danych z XVI w. w 4 powiatach woj. sieradzkiego było 127 parafii, 29 miast i 938 wsi, zaś na terenie ziemi wieluńskiej: 67 parafii, 13 miast i 182 wsie.

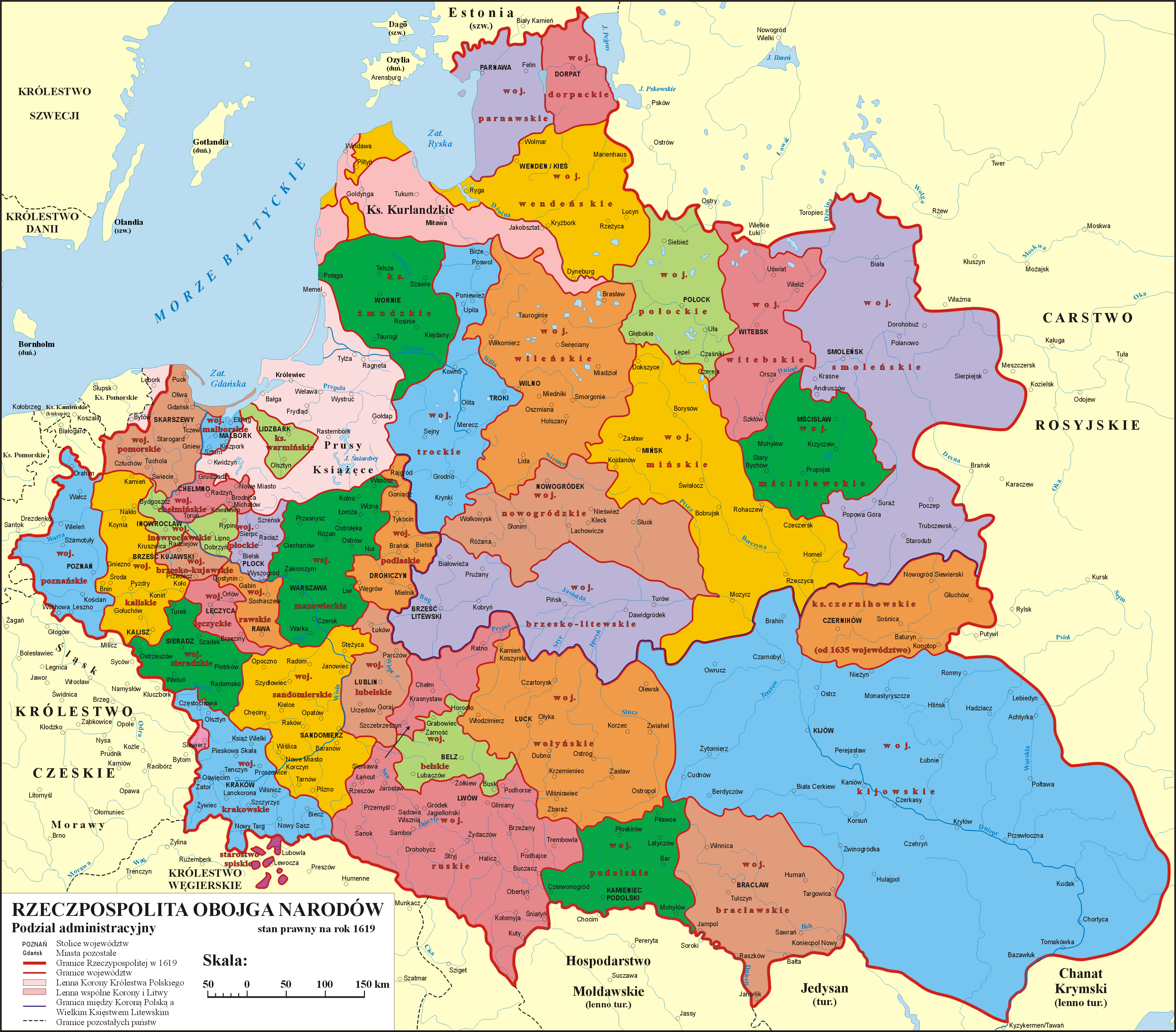
Podział administracyjny Rzeczypospolitej Obojga Narodów w 1619 r.

| Ziemia                                   | Powiat                                   | Powierzchnia w mil² | Powierzchnia w km² |
| ---------------------------------------- | ---------------------------------------- | ------------------- | ------------------ |
| powiat piotrkowski                       | powiat piotrkowski                       | 40,32               | 2220,48            |
| powiat radomski (radomszczański)         | powiat radomski (radomszczański)         | 42,00               | 2312,98            |
| powiat sieradzki                         | powiat sieradzki                         | 41,77               | 2802,51            |
| powiat szadkowski                        | powiat szadkowski                        | 37,75               | 2079,12            |
| ziemia wieluńska                         | powiat ostrzeszowski                     | 36,95               | 2035,02            |
| ziemia wieluńska                         | powiat wieluński                         | 13,46               | 741,65             |
| Razem (województwo z ziemią wieluńską) Σ | Razem (województwo z ziemią wieluńską) Σ | 212,25              | 11689,53           |

## Administracja
Woj. sieradzkie miało 2 senatorów większych (wojewodę i kasztelana sieradzkiego) i 3 mniejszych, tj. kasztelanów: rozpierskiego, spicymierskiego i konarskiego. Na terenie województwa były dwa starostwa grodowe: w Sieradzu, w Piotrkowie Trybunalskim oraz niegrodowe: Radomsk, Szadek, Tuszyn, Klonowa, Warta i inne. Na sejmikach wojewódzkich odbywanych w Szadku wybierano 4 posłów na Sejm i 2 deputatów do Trybunału Koronnego (dla Wielkopolski), który obradował w Piotrkowie.
Ziemia wieluńska rządziła się osobno, mając własnych urzędników ziemskich (począwszy od podkomorzego) i sądowych. Wybierała jednego senatora mniejszego, którym był kasztelan wieluński. Miała starostwa grodowe: wieluńskie i ostrzeszowskie, i niegrodowe: bolesławskie i grabowskie. Na własnych sejmikach odbywanych w Wieluniu obierano 2 posłów. 

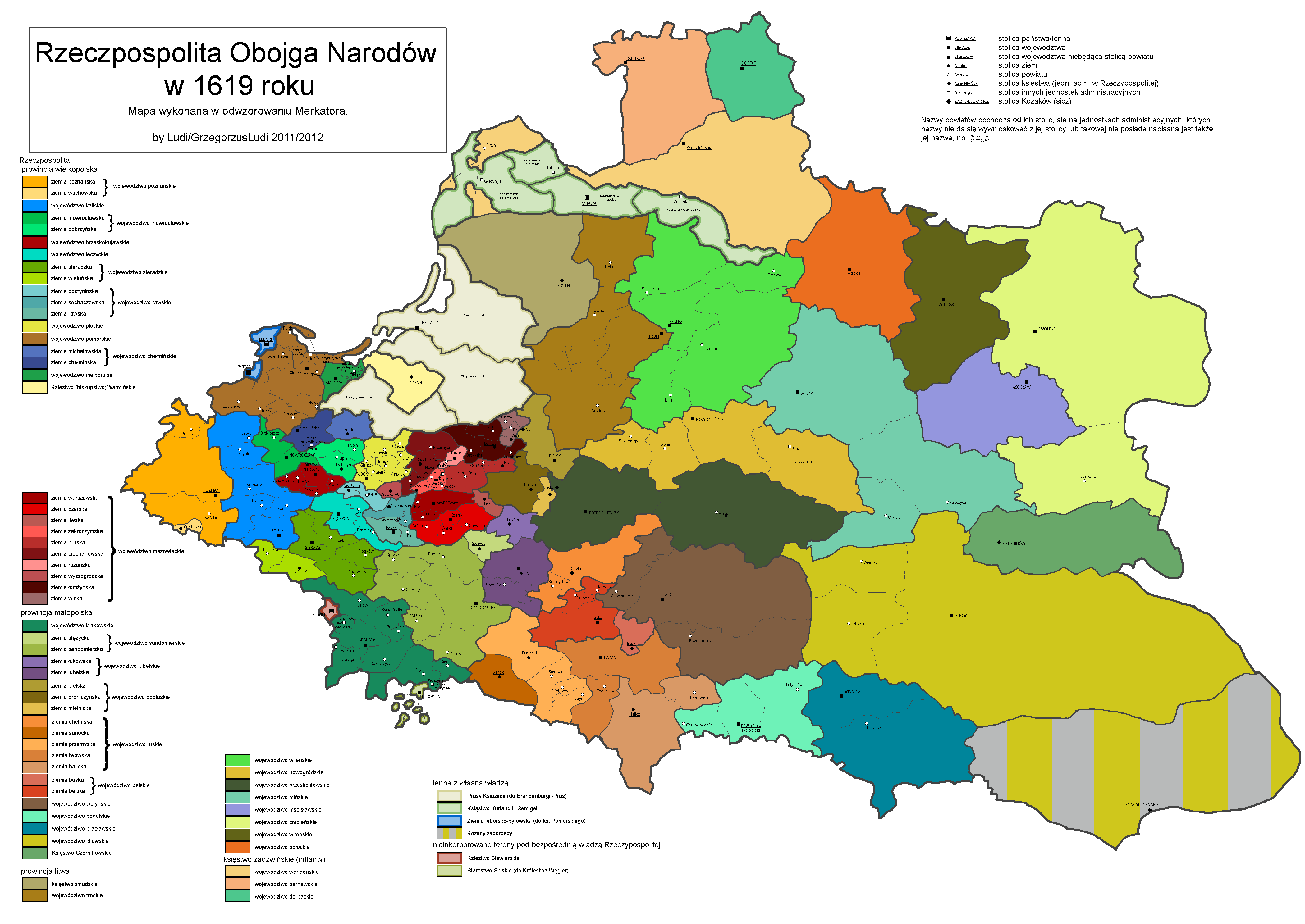
Mapa Rzeczypospolitej Obojga Narodów w 1619 roku. Podział na województwa, ziemie i powiaty.

Wojewoda sieradzki mianował podwojewodziego wieluńskiego i dowodził pospolitym ruszeniem tej ziemi. Ziemia wieluńska miała własny herb w postaci baranka z chorągiewką i krzyżem, podczas gdy herb województwa przedstawiał pół orła czarnego w czerwonym polu i pół lwa czerwonego w żółtym polu, w koronie złotej, pokrywającej obie głowy. (Jan Długosz o chorągwi sieradzkiej w bitwie pod Grunwaldem pisze jednak co następuje: „...w której jednej połowie znajdowało się pół orła białego na czerwonym polu, a w drugiej połowie pół płomienistego lwa na białym polu”). Województwa łęczyckie i sieradzkie za swój mundur obywatelski przyjęły kontusz karmazynowy, wyłogi granatowe i żupan biały.

## Historia
Struktura terytorialno-administracyjna środkowej Polski uległa zasadniczym zmianom dopiero w wyniku II rozbioru. Sieradzkie weszło wówczas w skład prowincji zwanej Prusami Południowymi. Zaborca wprowadził departamenty, a organami władz administracyjno-skarbowych uczynił tzw. kamery. Stan ten utrzymał się w czasach Księstwa Warszawskiego i dopiero po utworzeniu Królestwa Polskiego departamenty przemianowano na województwa, jednak województwa sieradzkiego nie odtworzono. Sieradz wtedy został miastem obwodowym dla powiatu sieradzkiego i szadkowskiego w województwie kaliskim.